# Overleaf
Overleaf es un editor LaTeX colaborativo basado en la nube que se utiliza para escribir, editar y publicar documentos. El nombre y logotipo viene como un juego de palabras en inglés, que significa "al dorso" o "la hoja más alta (de la planta)" dependiendo del contexto.
Sigue un enfoque para la redacción científica y técnica de manera simple y compartida. La compañía, además, está asociada con editoriales científicas para proporcionar plantillas LaTeX de revistas oficiales y enlaces de envío directo.Lo que comenzó como una startup se ha convertido en una empresa líder con más de 16 millones de usuarios entre investigadores, estudiantes y profesores en instituciones, laboratorios e industrias de todo el mundo   
Overleaf fue concebido por John Hammersley y John Lees-Miller, quienes comenzaron a desarrollarlo en 2011 como WriteLaTeX, a través de su empresa WriteLaTeX Limited.      Ambos son matemáticos y se inspiraron en sus propias experiencias.  Lanzaron una versión beta de Overleaf el 16 de enero de 2014, en el primer evento #FuturePub, celebrado en la Biblioteca Británica de Londres.  
Por otra parte, existía un proyecto similar: ShareLaTeX, con una fuerte base de usuarios. Lejos de ser competencia se convirtió en fuente de inspiración y colaboración. Finalmente ambos se fusionaron en 2017, lanzandose Overleaf v2, combinando características originales de ambos en una única plataforma basada en la nube. 

## Fusión con ShareLaTeX
El 20 de julio de 2017, WriteLaTeX adquirió ShareLaTeX para crear una comunidad combinada de más de dos millones de usuarios. Esto llevó a la creación de Overleaf v2, que combina características originales de ambos en una única plataforma basada en la nube alojada en overleaf.com. 
En mayo de 2021, Lees-Miller (Overleaf), Paulo Reis (Overleaf) y Sven Laqua (Digital Science) recibieron el premio SIGCHI al mejor estudio de caso en la conferencia ACM CHI2021 por su estudio de caso "Fusionar productos SaaS en un entorno centrado en el usuario". Way: Un estudio  caso de Overleaf y  ”.